# Ordre de bataille unioniste de Belmont
Les unités et commandants de l'armée de l'Union ont combattu lors la bataille de Belmont de la guerre de Sécession. L'ordre de bataille confédéré est indiqué séparément.

## Abréviations utilisées

### Grade militaire
- MG = Major général
- BG = Brigadier général
- Col = Colonel
- Ltc = Lieutenant-colonel
- Maj = Commandant
- Cpt = Capitaine
- Lt = Lieutenant

### Autre
- (b) = blessé
- mb = mortellement blessé
- † = tué
- (PDG) = capturé

## Forces de l'Union

### Commandement expéditionnaire de Grant, district du Missouri du sud-est
BG Ulysses S. Grant
| Brigade                                     | Régiments et autres |
| ------------------------------------------- | --- |
| Brigade de McClernand BG John A. McClernand | - 27th Illinois : Col Napoleon Bonaparte Buford - 30th Illinois : Col Francis B. Fouke - 31st Illinois : Col John A. Logan                                            |
| Brigade de Dougherty Col Henry Dougherty    | - 7th Iowa : Col Jacob Gartner Lauman - 22nd Illinois : Ltc Harrison E. Hart                                                                                          |
| Cavalerie                                   | - Caompagnie Dollin (Illinois) : Cpt James J. Dollins - Compagnie du comté d'Adams de Delano (Illinois) : Lt James K. Catlin                                          |
| Artillerie                                  | - Batterie légère de Chicago : Cpt Esdras Taylor |
| Canonnières                                 | - USS Lexington : Commandant Roger N. Stembel - USS Tyler : Commandant Henry A. Walke                                                                                 |
| Bateaux à vapeur                            | - Aleck Scott : Capitaine Robert A. Reilly - Chancellor - Keystone State - Belle Memphis : Capitaine ___ Turner, pilote Charles M. Scott - James Montgomery - Rob Roy |

### Unités subordonnées au commandement de Grant
| Brigade                                                                  | Régiments et autres |
| ------------------------------------------------------------------------ | --- |
| De Bird's Point vers Bloomfield                                          | - 11th Illinois (1 bataillon) : Col William H. L. Wallace |
| Brigade d'Oglesby Col Richard James Lorgner                              | - 10th Iowa : Col Nicolas Perczel - 8th Illinois : Ltc Frank L. Rhoads - 11th Illinois (1 bataillon) : Ltc Thomas E. G. Ransom - 18th Illinois : Col Michael Kelly Lawler - 29th Illinois : Col James Reardon |
| Cavalerie                                                                | - Compagnie de Langen (Missouri) : Lt Ferdinand Hansen - Compagnie de Pfaff (Missouri) : Cpt Ernest Pfaff - Compagnie Centralia de Noleman (Illinois) : Lt Samuel P. Tufts                                    |
| Artillerie                                                               | - Batterie de Campbell (1 section) - Batterie de Schwartz (1 section) : Lt George C. Gumbart |
| Brigade de Plummer Col Joseph B. Plummer [de Cap-Girardeau à Bloomfield] | - 11th Missouri : Col Joseph B. Plummer - 17th Illinois : Col Leonard Fulton Ross |
| De Cap-Girardeau à Charleston                                            | - 20th Illinois : Col C. Carroll Marsh |
| Brigade de Cook Col John Cook [de fort Holt, au Kentucky, vers Columbus] | - 7th Illinois : Col John Cook - 28th Illinois |

### De Paducah, Kentucky
BG Charles Ferguson Smith
| Brigade                              | Régiments et autres |
| ------------------------------------ | --- |
| Première brigade BG Eleazer A. Paine | - 9th Illinois - 12th Illinois - 40th Illinois - 41st Illinois - Dragons de Thielemann (Illinois) : Cpt Christian Thielemann - Buell (Missouri) de la Batterie |
| Deuxième brigade                     | - 23rd Indiana : Col William L. Sanderson |

Unité coopérant non soumise à l'autorité de Grant, d'Ironton vers St. Francis River
- 38th Illinois : Col William P. Carlin